# أمبروز (قسيس)
أمبروز هو قسيس روماني، ولد في 16 سبتمبر 1947 في فيفي في سويسرا، وتوفي بنفس المكان في 20 يوليو 2009.